# World Conquest Zvezda Plot
World Conquest Zvezda Plot (яп. 世界征服~謀略のズヴィズダー~ Сэкай Сэйфуку ~Бо:ряку но Дзувидзуда~, Покорение мира: Заговор «Звезды») — аниме-сериал жанра пародия, срежиссированный Тэнсаем Окамурой и выпускавшийся студией A-1 Pictures в период с 12 января по 30 марта 2014 года на различных телеканалах Японии в формате двенадцатисерийного сезона. Сценарий к сериалу был написан совместными усилиями Тэнсая Окамуры и Мэтэо Хосидзоры, являвшегося сотрудником компании Type-Moon, которая согласилась выступить в роли продюсера сериала. Над дизайном персонажей работала Кохаку Куробоси, а композитором к аниме выступил Тацуя Като. За пределами Японии сериал был лицензирован в Северной Америке, Австралии, Великобритании, Германии и Китайской Республике, а также был доступен в переводе на различных каналах потокового вещания. По мотивам сериала в 2014 году были созданы и опубликованы три манга-адаптации в журналах издательства Ichijinsha.
В основе сюжета картины лежит история о террористической организации «Звезда» и её лидере Кейт Хосимии, поставившей своей задачей завоевание мира и противодействие губернатору Токио. В качестве оружия члены «Звезды» применяют костюмы, потребляющие энергию от особой разновидности местного растения удо и прекращающие своё действие от табачного дыма. По мнению критиков, сценарий сериала не имел достаточно чётко оформленную общую идею, что привело к разрозненному восприятию отдельных серий и отсутствию раскрытия характеров персонажей. По этой причине, несмотря на отмеченные с положительной стороны сеттинг, дизайн и красочность анимации, работа была признана рецензентами неудачной.

## Сюжет
Действие происходит в неопределённом будущем в японском местечке Западная Удогава (яп. 西ウド川市 Ниси Удогава-си), расположенном неподалёку от Токио. На территории страны ранее была установлена диктатура, что привело к аналогичной периоду Сэнгоку раздробленности на отдельные самостоятельные провинции, некоторые из которых постепенно перешли к политике расширения собственных границ.
Главный герой сериала — школьник Асута Дзимон — сбегает из дома и оказывается в затруднительном положении, не имея ни денег, ни места для проживания. По наступлении комендантского часа он случайно натыкается на девочку по имени Кейт Хосимия, которая оказывается лидером тайной террористической группировки «Звезда», чьей целью является завоевание всего мира. После краткого знакомства Кейт решает принять Асуту в свою организацию и даёт ему позывной «Два», однако основными обязанностями нового члена группировки вскоре становятся обслуживание бытовых нужд всех прочих участников. Как выясняется позже, «Звезде» противостоит подконтрольная токийскому губернатору организация «Белый Свет», с которой развязывается длительная борьба.
Некоторое время спустя ввиду отсутствия реальных результатов подавления террористов «Белым Светом», токийский губернатор берёт уничтожение группировки под личный контроль и, следуя информации перебежчика с позывным «Один», начинает преследование Кейт. Поскольку вся боевая техника террористов работает на энергии от особой местной формы растения удо, губернатор уничтожает все его посевы в подземелье под базой повстанцев, разрабатывает блокирующий удо-энергию дым на основе табака и силой принуждает лидера Западной Удогавы войти в состав Токио. Видя несправедливость методов губернатора, на сторону «Звезды» переходит организация «Белый Свет» и, освободив всех захваченных ранее бойцов террористов, они помогают свергнуть диктатуру и установить новый режим под началом Кейт.

### Члены группировки «Звезда»

Группировка «Звезда» (слева направо): Робоко, Генерал Пепел, Госпожа Пламя, Госпожа Венера, Два, Профессор Ум, Один.

Кейт Хосимия (яп. 星宮ケイト) / Госпожа Венера (яп. ヴィニエイラ様 Виниэйра-сама) — главная героиня истории, маленькая девочка, лидер и основатель группировки «Звезда», добившаяся абсолютной лояльности её членов. Настоящий возраст неизвестен, поскольку является бессмертной уцелевшей жительницей древней Удогавы, знающей основы технологий, связанных с удо, и лишившейся возможности взросления. Имеет игрушку, именуемую Галактика, которую использует в качестве оружия со способностью «покорения» (перехода на свою сторону) противников. Является фанатом аниме «Робот-дворецкий».
Сэйю: Мисаки Куно.
Асута Дзимон (яп. 地紋明日汰) / Два (яп. ドヴァー Дова:) — ученик средней школы, сын токийского губернатора Кёсиро Дзимона. В группировке «Звезда» является постоянным поваром, поскольку не проявляет никаких боевых сверхспособностей кроме высокой выживаемости. Имеет подругу — одноклассницу Рэнгэ Комадори (яп. 駒鳥蓮華), являющуюся членом организации «Белый Свет» с позывным «Белый Дрозд» (яп. ホワイトロビン Ховайто Робин).
Сэйю: Нацуки Ханаэ.
Наташа Васильченко (яп. ナターシャ・ヴァシルシェンコ) / Профессор Ум (яп. ウーム教授 У:му кё:дзю) — девушка-учёный, уроженка Украины. С детства занималась сборкой роботов, но в один из дней вместе с семьёй спустилась в подземную пещеру, где потеряла след своих родителей и не смогла вернуться домой. После долгих блужданий в древних катакомбах Наташа достигла Западной Удогавы, где встретила Кейт и была принята в группировку. Занимается изучением технологий на основе удо-энергии и создаёт с их помощью боевые машины с щупальцами, являющиеся главной ударной силой террористов.
Сэйю: Кана Ханадзава.
Ясубэ Мородзуми (яп. 両角安兵衛) / Один (яп. アジーン Адзи:н) — рядовой солдат группировки. Склонен постоянно терпеть неудачи при использовании изобретений Наташи. Заядлый курильщик, за что Кейт неоднократно лишала его пропитания. Бывший член якудзы, в которой состоял под руководством Горо Сикабанэ. Неоднократно предавал группировку «Звезда», переходя на сторону её противников.
Сэйю: Косукэ Ториуми.
Горо Сикабанэ (яп. 鹿羽吾郎) / Генерал Пепел (яп. ピェーペル将軍 Пэ:пэру сё:гун) — член группировки, сражающийся с помощью взрывчатых веществ. Бывший «старший лейтенант» клана якудзы, распустивший своих подчинённых ради присоединения к «Звезде», что привело к смерти главы клана. За этот проступок ему мстит член организации «Белый Свет» Каори Хаябуса (яп. 隼房香織), позывной «Белый Сокол» (яп. ホワイトファルコン Ховайто Фарукон), являющаяся родной сестрой покойной.
Сэйю: Минору Хирота.
Ицука Сикабанэ (яп. 鹿羽逸花) / Госпожа Пламя (яп. プラーミャ様 Пура:мя-сама) — член группировки, сражающаяся с помощью катаны. Дочь Горо Сикабанэ. С детства росла, воспринимая в качестве примера Кейт, из-за чего постоянно опекает своего кумира.
Сэйю: Мария Исэ.
Робоко (яп. ロボ子) — девушка-робот, функционирующая на удо-энергии, потребляемой ей в сыром виде как побеги растения удо. В качестве модели поведения использует образ застенчивой тихони (дандэрэ), о котором узнала из телепередач.
Сэйю: Эри Ямадзаки.

## История создания

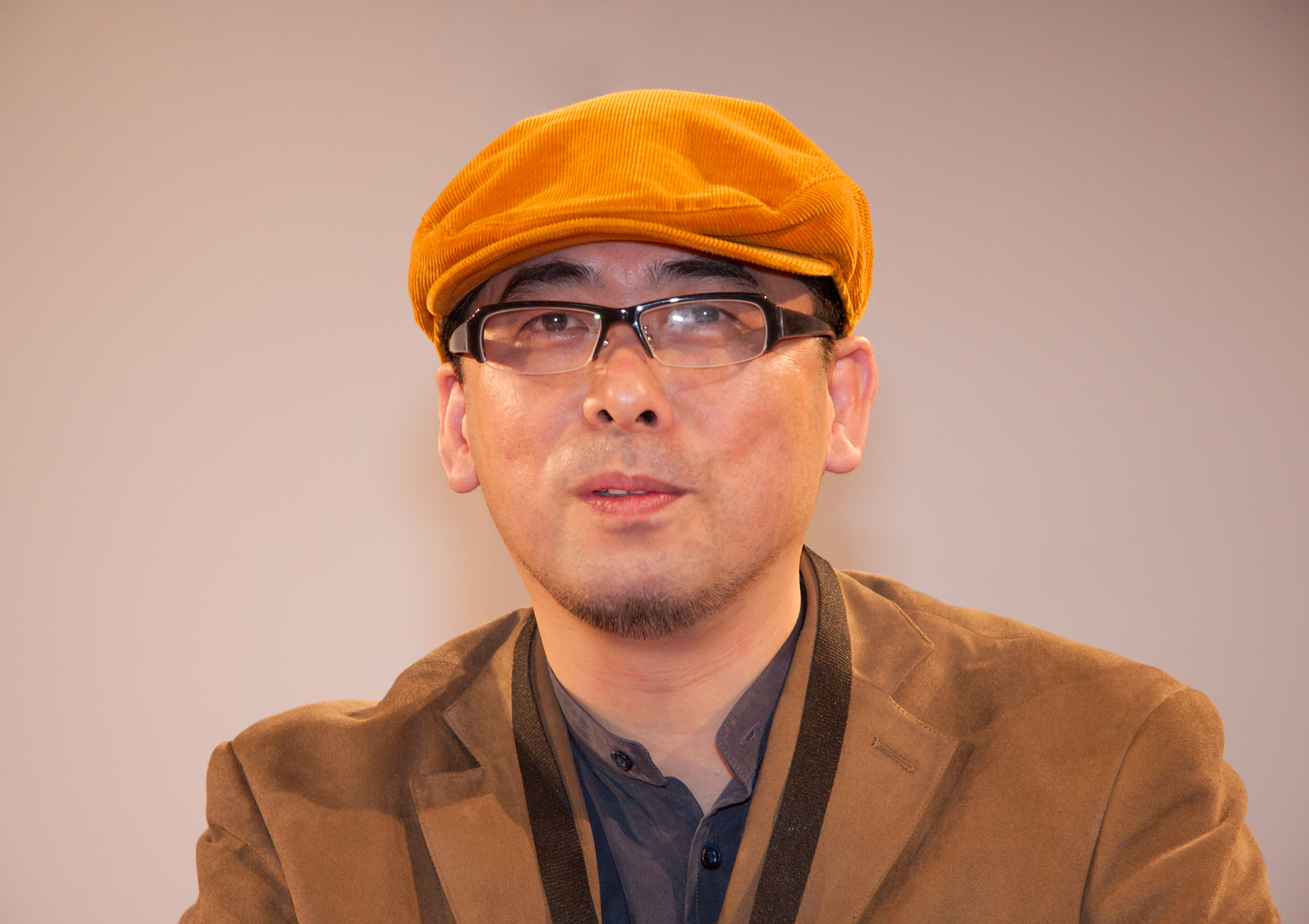
Режиссёр сериала Тэнсай Окамура.

Со времени выпуска аниме Darker than Black в 2009 году его режиссёр Тэнсай Окамура решил снять сериал, в основе сюжета которого находился бы рассказ о девушке, стремящейся завоевать мир, однако в течение нескольких лет продюсеры не проявляли интерес к этому замыслу. В 2012 году глава компании Aniplex Ацухиро Иваками занимался организацией производства сериала Girls' Work для студии ufotable, и в ходе одного обсуждения обратился к одному из сотрудников компании Type-Moon, которая разрабатывала оригинальный сценарий к планируемому аниме, Мэтэо Хосидзоре с предложением помочь Окамуре с созданием сюжета по его идее. Поскольку Хосидзора был хорошо знаком с предыдущими работами режиссёра аниме Blue Exorcist и «Волчий дождь», он без промедления дал своё согласие на участие в проекте, на что Иваками пообещал собственное содействие в выпуске работы в формате телесериала и помог убедить руководство Type-Moon выступить в числе продюсеров этой работы.
Для Хосидзоры этот проект сериала стал первым в должности основного сценариста, поскольку прежде он выступал лишь как дополнительный автор сюжетов ранобэ и компьютерных игр. Окамура в момент начала работ не имел чёткого плана по основной фабуле и ограничился двумя тезисами, озвученными Хосидзоре в качестве задания — «история о персонажах, которые будут завоёвывать мир» и «тайная организация». Сценарист был вынужден самостоятельно прорабатывать сюжетные линии будущей работы, представляя их режиссёру, который вносил изменения под реалии аниме-адаптации и дополнял фабулу решениями общего характера. Особое внимание Хосидзоры было сосредоточено на проработке сеттинга будущего сериала с внедрением в него элементов эксцентрической комедии, также им было принято решение об использовании названий из русского языка для обозначения лиц, причастных к тайному обществу, получившему название «Звезда». По словам автора сценария, во время старта проекта между ним и Окамурой имелись определённые проблемы в понимании задач будущей работы, однако достаточно быстро они сумели прийти к консенсусу. Наибольшие трудности Хосидзора испытал с типажом персонажа Ясубэ, поскольку не до конца понимал, каким именно должен быть характер героя с такой предысторией — первоначально он рассматривал его в качестве обыкновенного взрослого персонажа, способного принимать странные решения, однако этот вариант не устроил Окамуру, потребовавшего создания образа трусливого, но неглупого человека.
Ацухиро Иваками сумел договориться со студией A-1 Pictures для перевода предварительного сценария в вид аниме-сериала. Создание дизайна персонажей было доверено Кохаку Куробоси, ранее участвовавшей в создании Allison и Kino's Journey. Задача, поставленная ей режиссёром и сценаристом, заключалась в изображении героев в интуитивно понятном виде заговорщиков, для чего в костюме главной героини было решено использовать цветовую гамму, сочетающую чёрные, красные и белые тона. Кроме того всем персонажам группировки «Звезда» были придуманы особые маски, закрывающие лица, несмотря на желание дизайнера и сценариста подчеркнуть красоту Кейт.
В создании сериала в качестве сценариста одной серии также принял участие один из старейших членов Type-Moon OKSG, вошедший в состав компании ещё до издания визуального романа Tsukihime. При утверждении сэйю на отдельные роли коллектив авторов столкнулся с трудностями: из-за необходимости озвучивания большого числа эмоциональных персонажей требовалось найти каждому из них специфический голос. В итоге на роль главной героини была выбрана Мисаки Куно по причине сходства её тембра, по мнению режиссёра, с мальчишеским.

## Выпуск
Сериал был анонсирован публике всего за три месяца до его официального выхода — 19 октября 2013 года, а спустя три недели состоялось объявление основной темы работы и полного состава персонала, задействованного при её создании. Телевизионный показ сезона, состоявшего из двенадцати серий, стартовал 12 января 2014 года на каналах Tokyo MX, Nippon BS Broadcasting, Mainichi Broadcasting System, TV Aichi, Tochigi TV и Gunma TV и продолжался до 29 марта. Помимо Японии сериал транслировался на средствах потокового мультимедиа Crunchyroll и Wakanim, с субтитрами на английском и французском языках, соответственно, а также распространялся онлайн американским отделением компании Aniplex. Кроме того сериал был официально доступен на через сервис Daisuki с английскими субтитрами для просмотра на территории США, Канады, Индии, России, стран Ближнего Востока, Африки (кроме Туниса и Алжира) и Евросоюза (кроме Ирландии, Великобритании, Франции и Германии), а для Великобритании — был включён в эфирную сетку спутникового канала Animax. После окончания трансляции студией было объявлено о включении дополнительной OVA-серии, не вошедшей в основной сезон, в ограниченное издание DVD и Blu-ray Disc, которая, как выяснилось позднее, целиком была посвящена персонажу Робоко и не была напрямую связана с основной сюжетной линией произведения.
15 октября 2014 года состоялся одновременный выпуск изданий сериала на DVD и Blu-ray Disc, однако лишь Blu-ray версии удалось войти в десятку лидеров по объёму продаж за неделю на рынке аниме-продукции Японии, заняв седьмое место. World Conquest Zvezda Plot был лицензирован и издан на обоих типах носителей компанией Aniplex of America на территории Северной Америки, Madman Entertainment — в Австралии, Kazé — в Германии, Manga Entertainment — в Великобритании.

## Музыка и радиопостановка
Композитором к сериалу выступил Тацуя Като, ранее известный по работе для аниме Horizon in the Middle of Nowhere, Free!, Fate/kaleid liner Prisma Illya и Medaka Box. Начальная композиция «Be mine!» на музыку группы The Band Apart была исполнена сэйю Мааей Сакамото и позже издана ей как сингл, а также вошла в альбом Follow Me Up. В качестве завершающей композиции была использована песня «Bijumenia», название которой было образовано из игры слов «vision» (с фр. — «видение») и «mania» (с фр. — «мания»). Композиция была записана в компании FlyingDog певицей Аой Юки и выпущена ей в качестве своего первого профессионального сингла. В двух сериях аниме также была использована песня Ёхэй Мацуи «Robobatora, go!», а в OVA — «Koi wa Misairurancha» Эрии Ямадзаки. Обе песни были тематически посвящены персонажу группировки «Звезда» Робоко.
С 7 февраля по 26 сентября 2014 года на официальном сайте аниме-сериала выходила в эфир интернет-радиопостановка «Za Zuvuizuda Awa», в которой ведущими выступали сэйю Нацуки Ханаэ (Асута Дзимон) и Мисаки Куно (Кейт Хосимия). Часть выпусков постановки была впоследствии изданы на компакт-диске Aku no Himitsu Kessha Zvezda Shain Ryoko Hen компанией Movic 27 июля 2014 года.

## Манга
Ещё до официального показа аниме-сериала World Conquest Zvezda Plot на телеканалах Японии издательством Ichijinsha было объявлено о создании повторяющей оригинальный сюжет манга-адаптации работы, иллюстратором которой был назначен начинающий мангака Манацу Судзуки. Сразу после окончания показа сезона сериала по телевидению комикс был выпущен в трёх танкобонах журналом Comic Rex в период с 27 марта по 27 ноября 2014 года. В начале 2017 года манга была лицензирована издательством Tongli Publishing и издана на территории Китайской Республики на традиционной китайской иероглифике.
25 марта и 24 апреля 2014 года в двух томах Ichijinsha также была издана антология Sekai Seifuku: Bouryaku no Zuvizuda ~ Komikku Ansoroji, состоявшая из отдельных комедийных сцен в общем сеттинге произведения. Позже в виде ваншотов поступили в продажу ещё две манга-работы, являвшихся спин-оффами к основному сюжету сериала. Первой из них 22 октября 2014 года в Manga 4koma Palette была издана пародийная ёнкома Sekai Seifuku: 4koma no Zuvuizuda авторства Хори, начавшая публиковаться отдельными страницами в журнале ещё в январе того же года. Второй стала манга Sekai Seifuku: Junketsu no Howaito Raito, от иллюстратора Хамао, прежде работавшего преимущественно в жанре хентай, и OKSG, выступавшего его консультантом по сценарным вопросам. Сюжет этого произведения был построен как побочная история от представителей группировки «Белый Свет», противостоявшей «Звезде» во имя справедливости. Танкобон манги был издан от журнала Comic Rex 27 ноября 2014 года.

## Критика
Сериал World Conquest Zvezda Plot был признан рецензентами неудачной работой, в качестве основной проблемы которого выделялось отсутствие общей идеи между отдельными сериями, а также то, что кульминация истории имела слабую связь со всей предыдущей экспозицией и была продемонстрирована очень быстро. Как отметил критик портала UK Anime Network Энди Хэнли, у него сложилось впечатление, словно создатели аниме планировали делать очень длинный сериал, состоявший из более чем ста серий, но в последний момент вдруг осознали, что перед ними всего лишь двенадцатисерийная картина и необходимо как-то закрывать сюжетные линии, из-за чего все наиболее яркие моменты World Conquest Zvezda Plot оказались собраны в финале. Ричард Эйсенбейс и Томас Зот в своих обзорах для Kotaku и The Fandom Post сошлись во мнении, что характер повествования напоминал им «попытку маленького ребёнка придумать историю на ходу». При этом, различными обозревателями подчёркивалось, что сами по себе созданные сеттинг и идея завоевания мира обладали хорошим потенциалом, и поначалу сериал выглядел достаточно забавным, но в итоге течение сюжета было оборвано, оставив после себя слишком много недосказанности, а дополнительная OVA-серия оказалась бессмысленной из-за внедрения очередной побочной истории.
Неоднозначной оценки удостоились элементы комедии и юмор картины. По мнению Терона Мартина из Anime News Network, сериал, напротив, создавался с целью «быть странным» и обладал «извращённой, но интересной внутренней логикой». Однако другими рецензентами указывалось, что «сюрреализм работы использовался как „костыль“, который был разрушен под тяжестью потребностей сюжета». Наиболее примечательным эпизодом картины единодушно была признана серия борьбы с курением, которая, на взгляд Терона Мартина, являлась сатирой на постановление Токийской городской ассамблеи 2010 года «О здоровом развитии молодёжи», на фоне которого в СМИ происходила пропагандистская демонизация образа курильщиков. Обозревателями в сериале также был выделен элемент пародии на клише жанра супергероев, которая, по мнению одних, «ловко избегала стандартных сюжетных ходов», но, на взгляд других, создатели сериала излишне сосредоточились на этом аспекте, упустив более важные детали. В целом, как отметили некоторые критики, комедийная часть работы оказалась достаточно скучной и вызывала желание бросить сериал на середине просмотра.
По общему мнению рецензентов характеры персонажей сериала не были качественно раскрыты даже на уровне главной героини, поскольку практически у каждого из них не демонстрировалась предыстория. При этом указывалось, что отношения между героями и элементами сеттинга, напротив, отличались сложностью и вызывали отклик у зрителей. Характер главной героини Кейт был признан Томасом Зотом и Ричардом Эйсенбейсом «похожим на противников Джеймса Бонда» и «движущей силой сериала», сочетавшей в себе детскость героини с серьёзностью её поступков. Однако, на взгляд Криса Хоумера из The Fandom Post, это являлось частью фансервисного образа маленькой девочки и не имело под собой реальной глубины, а игрушка самой Кейт использовалась в качестве deus ex machina в сложных сюжетных ситуациях. Также критиками отмечался образ Асуты Дзимона, напомнившего им своей неудачливостью членов Команды R из аниме-сериала «Покемон». Второстепенные персонажи World Conquest Zvezda Plot, по мнению Энди Хэнли, отличались общей бессмысленностью выбора для введения их в повествование, на основании чего критик сделал вывод, что у авторов работы, вероятно, закончились идеи на главных героях.
Визуальная часть сериала в отличие от сюжета, напротив, получила преимущественно положительные отзывы. Так удачным был признан использованный студией A-1 Pictures акварельный стиль, сочетавший в себе хорошее окрашивание монотонными цветами с яркими мелкими деталями, однако Терон Мартин отметил, что зачастую это выглядело излишне контрастно. Дизайн персонажей также был оценён как качественный, но указывалось, что костюмы Кейт Хосимии и Наташи Васильченко являлись чересчур откровенными и содержали лоликон-фансервис. Детализованная анимация и её сочетание с компьютерной графикой также не вызвали нареканий рецензентов, равно как и музыкальное сопровождение, которое было отмечено Энди Хэнли как удачное и разбавлявшие скучные сцены самого сериала. В своём обзоре Терон Мартин подчёркивал, что созданный саундтрек был выполнен в нехарактерном для композитора Тацуи Като стиле, сочетавшем оркестровые элементы и фортепиано, но вышел у него весьма атмосферным. Критиками была положительно встречена работа, проделанная Мисаки Куно по передаче образа Кейт, а также остального состава сэйю, которые, на взгляд Энди Хэнли, все до единого сумели «попасть в роль».
Оценивая всю работу, Энди Хэнли и Крис Хоумер отмечали, что сериал имел «сердце, расположенное в правильном месте», поскольку обладал потенциально выигрышными характерами персонажей, интересным сеттингом и красочным действием, но всё это было наложено на сформировавшуюся лишь наполовину общую идею и исполнено некомпетентно, что вызывало лишь ощущение беспорядка и было не рекомендовано к просмотру. Томас Зот же со своей стороны подчеркнул, что сериал изначально «был обречён либо на успех, либо на провал», а его итоговая неудача стала следствием недостатков японской модели продаж аниме-продукции, поскольку целевой аудиторией работы являлся слишком узкий круг зрителей, которому пытались угодить создатели картины, что отпугнуло основную массу местных отаку.